# Xonobod
Xonobod (ehem. kyrillisch Хонобод; russisch Ханабад/Chanabad) ist eine kreisfreie Stadt im usbekischen Teil des Ferghanatales im äußersten Osten des Landes in der Viloyat Andijon. Die Bevölkerung beträgt laut einer Berechnung für das Jahr 2009 34.774 Einwohner, die Volkszählung 1989 ergab 24.700 Einwohner. Xonobod liegt am rechten Ufer des Qoradaryo.
Ehemalige Namen der Stadt sind Karabagisch, Sowetabad (1972 bis 1991) und Chanabadski. Seit der Installation des Andijon-Stausees ab 1969 erhöhte sich die Bevölkerung des damaligen Dorfes deutlich.